# Netelia gotoi
Netelia gotoi là một loài tò vò trong họ Ichneumonidae.